# Мировой тур UCI 2017
7-й сезон Мирового тура UCI — велошоссейного сезонного турнира 2017 года.

## Обзор сезона
Сезон стартовал 17 января 1-м этапом Тур Даун Андер, а завершится 24 октября финишем Тур Гуанси. Он включал 17 многодневных и 20 однодневных гонок. По сравнению с предыдущим годом в календаре появилось 10 новых гонок Кэдел Эванс Грейт Оушен Роуд, Тур Катара, Тур Абу Даби, Омлоп Хет Ниувсблад, Дварс дор Фландерен, Страде Бьянке, Тур Турции, Тур Калифорнии, Эшборн — Франкфурт и Лондон — Суррей Классик. Однако до начала сезона был отменён Тур Катара.
Действующий победитель 2016 года Петер Саган перешёл в новую команду Bora-Hansgrohe.

## Участники

### UCI WorldTeams
| Код                                                | Официальное название команды                   | Страна лицензии | Велосипед   | Групп-сет       | Колёса        |
| -------------------------------------------------- | ---------------------------------------------- | --------------- | ----------- | --------------- | ------------- |
| ALM                                                | AG2R La Mondiale                               | Франция         | Factor      | Shimano         | Mavic         |
| AST                                                | Astana Pro Team                                | Казахстан       | Argon 18    | Shimano / FSA   | Vision Wheels |
| BMC                                                | BMC Racing Team                                | США             | BMC         | Shimano         | Shimano       |
| BOH                                                | Bora-Hansgrohe                                 | Германия        | Specialized | TBC             | Roval         |
| CDT                                                | Cannondale-Drapac                              | США             | Cannondale  | Shimano         | Mavic         |
| DDD                                                | Dimension Data                                 | ЮАР             | Cervélo     | Shimano / Rotor | Enve          |
| FDJ                                                | FDJ                                            | Франция         | Lapierre    | Shimano         | Shimano       |
| KAT                                                | Team Katusha–Alpecin                           | Швейцария       | Canyon      | SRAM            | Zipp          |
| LTS                                                | Lotto Soudal                                   | Бельгия         | Ridley      | Campagnolo      | Campagnolo    |
| MOV                                                | Movistar Team                                  | Испания         | Canyon      | Campagnolo      | Campagnolo    |
| ORS                                                | Orica-Scott                                    | Австралия       | Scott       | Shimano         | Shimano       |
| QST                                                | Quick-Step Floors                              | Бельгия         | Specialized | Shimano / FSA   | Roval / HED   |
| SKY                                                | Team Sky                                       | Великобритания  | Pinarello   | Shimano         | Shimano       |
| SUN                                                | Team Sunweb                                    | Германия        | Giant       | Shimano         | Shimano       |
| TBM                                                | Bahrain–Merida                                 | Бахрейн         | Merida      | Shimano         | Fulcrum       |
| TFS                                                | Trek-Segafredo                                 | США             | Trek        | Shimano         | Bontrager     |
| TLJ                                                | Lotto NL-Jumbo                                 | Нидерланды      | Bianchi     | Shimano         | Shimano       |
| UAD                                                | UAE Abu Dhabi UAE Team Emirates (с 21 февраля) | ОАЭ             | Colnago     | Shimano         | Campagnolo    |
| UCI Professional Continental Teams Показать/скрыть |                                                |                 |             |                 |               |
| Код                                                | Официальное название команды                   | Страна лицензии |             |                 |               |
| ABS                                                | Aqua Blue Sport                                | Ирландия        |             |                 |               |
| ANS                                                | Androni Giocattoli-Sidermec                    | Италия          |             |                 |               |
| BRD                                                | Bardiani-CSF                                   | Италия          |             |                 |               |
| CCC                                                | CCC-Sprandi-Polkowice                          | Польша          |             |                 |               |
| CJR                                                | Caja Rural-Seguros RGA                         | Испания         |             |                 |               |
| COF                                                | Cofidis, Solutions Crédits                     | Франция         |             |                 |               |
| DEN                                                | Direct Énergie                                 | Франция         |             |                 |               |
| DMP                                                | Delko–Marseille Provence KTM                   | Франция         |             |                 |               |
| GAZ                                                | Gazprom-RusVelo                                | Россия          |             |                 |               |
| ICA                                                | Israel Cycling Academy                         | Израиль         |             |                 |               |
| MZN                                                | Manzana Postobón                               | Колумбия        |             |                 |               |
| NIP                                                | Nippo-Vini Fantini                             | Италия          |             |                 |               |
| RNL                                                | Team Roompot–Nederlandse Loterij               | Нидерланды      |             |                 |               |
| SOU                                                | Soul Brasil Pro Cycling                        | Бразилия        |             |                 |               |
| SVB                                                | Sport Vlaanderen-Baloise                       | Бельгия         |             |                 |               |
| TFO                                                | Fortuneo–Vital Concept                         | Франция         |             |                 |               |
| TNN                                                | Team Novo Nordisk                              | США             |             |                 |               |
| UHC                                                | UnitedHealthcare                               | США             |             |                 |               |
| VWC                                                | Vérandas Willems–Crelan                        | Бельгия         |             |                 |               |
| WGG                                                | Wanty-Groupe Gobert                            | Бельгия         |             |                 |               |
| WIL                                                | Wilier Triestina–Selle Italia                  | Италия          |             |                 |               |
| WVA                                                | WB Veranclassic Aqua Protect                   | Бельгия         |             |                 |               |
| Национальные команды Показать/скрыть               |                                                |                 |             |                 |               |
| Код                                                | Официальное название команды                   | Страна лицензии |             |                 |               |
|                                                    | UniSA-Australia                                | Австралия       |             |                 |               |

## Регламент

### Категории гонок
- Категория 1 : Тур де Франс
- Категория 2 : Джиро д’Италия и Вуэльта Испании
- Категория 3 : Тур Даун Андер, Париж — Ницца, Тиррено — Адриатико, Милан — Сан-Ремо, Гент — Вевельгем, Тур Фландрии, Париж — Рубе, Амстел Голд Рейс, Льеж — Бастонь — Льеж, Тур Романдии, Критериум Дофине, Тур Швейцарии, Гран-при Квебека, Гран-при Монреаля и Джиро ди Ломбардия
- Категория 4 : E3 Харелбеке , Вуэльта Каталонии, Тур Страны Басков, Флеш Валонь, Классика Сан-Себастьяна, Классика Гамбурга, Тур Польши , БинкБанк Тур и Бретань Классик
- Категория5 : Кэдел Эванс Грейт Оушен Роуд, Тур Абу Даби, Омлоп Хет Ниувсблад, Дварс дор Фландерен, Страде Бьянке, Тур Турции, Тур Калифорнии, Эшборн — Франкфурт, Лондон — Суррей Классик и Тур Гуанси

### Начисляемые очки
Итоговые результаты гонки
| Место Гонки | 1    | 2   | 3   | 4   | 5   | 6   | 7   | 8   | 9   | 10  | 11  | 12  | 13  | 14 | 15 | 16 | 17 | 18 | 19 | 20 | 21-25 | 26-30 | 31-40 | 41-50 | 51-55 | 56-60 |
| ----------- | ---- | --- | --- | --- | --- | --- | --- | --- | --- | --- | --- | --- | --- | -- | -- | -- | -- | -- | -- | -- | ----- | ----- | ----- | ----- | ----- | ----- |
| Кат. 1      | 1000 | 800 | 675 | 575 | 475 | 400 | 325 | 275 | 225 | 175 | 150 | 125 | 105 | 85 | 75 | 70 | 65 | 60 | 55 | 50 | 40    | 30    | 25    | 20    | 15    | 10    |
| Кат. 2      | 850  | 680 | 575 | 460 | 380 | 320 | 260 | 220 | 80  | 140 | 120 | 100 | 84  | 68 | 60 | 56 | 52 | 48 | 44 | 40 | 32    | 24    | 20    | 16    | 12    | 8     |
| Кат. 3      | 500  | 400 | 325 | 275 | 225 | 175 | 150 | 125 | 100 | 85  | 70  | 60  | 50  | 40 | 35 | 30 | 30 | 30 | 30 | 30 | 20    | 20    | 10    | 10    | 5     | 3     |
| Кат. 4      | 400  | 320 | 260 | 200 | 180 | 140 | 120 | 100 | 80  | 68  | 56  | 48  | 40  | 32 | 28 | 24 | 24 | 24 | 24 | 24 | 16    | 16    | 8     | 6     | 4     | 2     |
| Кат. 5      | 300  | 250 | 215 | 175 | 120 | 115 | 95  | 75  | 60  | 50  | 40  | 35  | 30  | 25 | 20 | 20 | 20 | 20 | 20 | 20 | 12    | 12    | 5     | 5     | 2     | 1     |

Дополнительные показатели
|           | Пролог и этапы | Пролог и этапы | Пролог и этапы | Пролог и этапы | Пролог и этапы | Лидерство в ГК | Горная и очковая на Гранд-туре | Горная и очковая на Гранд-туре | Горная и очковая на Гранд-туре |
| Категории | 1              | 2              | 3              | 4              | 5              | за день        | 1                              | 2                              | 3                              |
| --------- | -------------- | -------------- | -------------- | -------------- | -------------- | -------------- | ------------------------------ | ------------------------------ | ------------------------------ |
| Кат. 1    | 120            | 50             | 25             | 15             | 5              | 25             | 120                            | 50                             | 25                             |
| Кат. 2    | 100            | 40             | 20             | 12             | 4              | 20             | 100                            | 40                             | 20                             |
| Кат. 3    | 60             | 25             | 10             |                | 00             | 10             |                                |                                |                                |
| Кат. 4    | 50             | 20             | 8              |                |                | 8              |                                |                                |                                |
| Кат. 5    | 20             | 10             | 5              |                |                | 5              |                                |                                |                                |

## Календарь
| №   | Дата                     | Гонка                        | Кат | Победитель          | Индивидуальный зачёт | Командный зачёт   |
| --- | ------------------------ | ---------------------------- | --- | ------------------- | -------------------- | ----------------- |
| 1   | 17-22 января             | Тур Даун Андер               | 3   | Ричи Порт           | Ричи Порт            | BMC Racing        |
| 2   | 29 января                | Кэдел Эванс Грейт Оушен Роуд | 5   | Никиас Арндт        | Ричи Порт            | Orica-Scott       |
| 2,5 | 6-10 февраля             | Тур Катара                   |     | отменена            | Ричи Порт            | Orica-Scott       |
| 4   | 25 февраля               | Омлоп Хет Ниувсблад          | 5   | Грег Ван Авермат    | Ричи Порт            | BMC Racing        |
| 3   | 23-26 февраля            | Тур Абу Даби                 | 5   | Руй Кошта           | Ричи Порт            | BMC Racing        |
| 5   | 4 марта                  | Страде Бьянке                | 5   | Михал Квятковский   | Ричи Порт            | BMC Racing        |
| 6   | 5-12 марта               | Париж — Ницца                | 3   | Серхио Энао         | Ричи Порт            | BMC Racing        |
| 7   | 8-14 марта               | Тиррено — Адриатико          | 3   | Наиро Кинтана       | Ричи Порт            | BMC Racing        |
| 8   | 18 марта                 | Милан — Сан-Ремо             | 3   | Михал Квятковский   | Петер Саган          | BMC Racing        |
| 10  | 22 марта                 | Дварс дор Фландерен          | 5   | Ив Лампарт          | Петер Саган          | Quick-Step Floors |
| 11  | 24 марта                 | E3 Харелбеке                 | 4   | Грег Ван Авермат    | Грег Ван Авермат     | Quick-Step Floors |
| 9   | 20-26 марта              | Вуэльта Каталонии            | 4   | Алехандро Вальверде | Грег Ван Авермат     | Quick-Step Floors |
| 12  | 26 марта                 | Гент — Вевельгем             | 3   | Грег Ван Авермат    | Грег Ван Авермат     | Quick-Step Floors |
| 13  | 2 апреля                 | Тур Фландрии                 | 3   | Филипп Жильбер      | Грег Ван Авермат     | Quick-Step Floors |
| 14  | 3-8 апреля               | Тур Страны Басков            | 4   | Алехандро Вальверде | Грег Ван Авермат     | Quick-Step Floors |
| 15  | 9 апреля                 | Париж — Рубе                 | 3   | Грег Ван Авермат    | Грег Ван Авермат     | Quick-Step Floors |
| 16  | 16 апреля                | Амстел Голд Рейс             | 3   | Филипп Жильбер      | Грег Ван Авермат     | Quick-Step Floors |
| 17  | 19 апреля                | Флеш Валонь                  | 4   | Алехандро Вальверде | Грег Ван Авермат     | Quick-Step Floors |
| 18  | 23 апреля                | Льеж — Бастонь — Льеж        | 3   | Алехандро Вальверде | Грег Ван Авермат     | Quick-Step Floors |
| 19  | 25-30 апреля             | Тур Романдии                 | 3   | Ричи Порт           | Грег Ван Авермат     | Quick-Step Floors |
| 20  | 1 мая                    | Эшборн — Франкфурт           | 5   | Александер Кристофф | Грег Ван Авермат     | Quick-Step Floors |
| 22  | 14-21 мая                | Тур Калифорнии               | 5   | Джордж Беннетт      | Грег Ван Авермат     | Quick-Step Floors |
| 21  | 5-28 мая                 | Джиро д’Италия               | 2   | Том Дюмулен         | Грег Ван Авермат     | Quick-Step Floors |
| 23  | 4-11 июня                | Критериум Дофине             | 3   | Якоб Фульсанг       | Грег Ван Авермат     | Quick-Step Floors |
| 24  | 10-18 июня               | Тур Швейцарии                | 3   | Симон Шпилак        | Грег Ван Авермат     | Quick-Step Floors |
| 25  | 1-23 июля                | Тур де Франс                 | 1   | Крис Фрум           | Грег Ван Авермат     | Quick-Step Floors |
| 26  | 29 июля                  | Классика Сан-Себастьяна      | 4   | Михал Квятковский   | Грег Ван Авермат     | Quick-Step Floors |
| 28  | 30 июля                  | Лондон — Суррей Классик      | 5   | Александер Кристофф | Грег Ван Авермат     | Quick-Step Floors |
| 27  | 29 июля - 4 августа      | Тур Польши                   | 4   | Дилан Тёнс          | Грег Ван Авермат     | Quick-Step Floors |
| 29  | 7-13 августа             | БинкБанк Тур                 | 4   | Том Дюмулен         | Грег Ван Авермат     | Quick-Step Floors |
| 31  | 20 августа               | Классика Гамбурга            | 4   | Элиа Вивиани        | Грег Ван Авермат     | Quick-Step Floors |
| 32  | 27 августа               | Бретань Классик              | 4   | Элиа Вивиани        | Грег Ван Авермат     | Quick-Step Floors |
| 33  | 8 сентября               | Гран-при Квебека             | 3   | Петер Саган         | Грег Ван Авермат     | Quick-Step Floors |
| 30  | 19 августа - 10 сентября | Вуэльта Испании              | 2   | Крис Фрум           | Грег Ван Авермат     | Sky               |
| 34  | 10 сентября              | Гран-при Монреаля            | 3   | Диего Улисси        | Грег Ван Авермат     | Sky               |
| 35  | 7 октября                | Джиро ди Ломбардия           | 3   | Винченцо Нибали     | Грег Ван Авермат     | Sky               |
| 36  | 10-15 октября            | Тур Турции                   | 5   | Диего Улисси        | Грег Ван Авермат     | Sky               |
| 37  | 19-24 октября            | Тур Гуанси                   | 5   | Тим Велленс         | Грег Ван Авермат     | Sky               |

## Итоговый рейтинг
- Учитывались гонщики, выступавшие только в командах WorldTeam. Всего очки набрали 436 гонщиков из 35 стран, выступавшие в составах всех 18 команд.[3]
- При равенстве очков гонщики ранжировались сначала по количеству побед, а затем по числу вторых, третьих и так далее мест на гонках и этапах Мирового тура.[4]
- Командный рейтинг определялся путём суммирования рейтинговых очков всех велогонщиков команды в индивидуальном рейтинге при их наличии. При одинаковым количестве очков ранжирование происходило в соответствии с индивидуальным рейтингом.
- Национальный рейтинг не определялся.

В итоговом рейтинге UCI, которому соответствуют ниже приведённые таблицы, присутствуют следующие данные о набранных очках:
- У четырёх гонщиков команды BMC Racing Team, что не повлияло на итоговый результат команды:
  - Роан Деннис имеет 810 очков вместо 830. Отсутствуют очки обычно присуждаемые лидеру Вуэльта Испании.
  - Дамиано Карузо имеет 755 очков вместо 735. Присутствуют очки обычно присуждаемые лидеру Вуэльта Испании, которые были приписаны ему по ошибке.
  - Брент Букволтер имеет 217 очков вместо 209. Присутствуют очки обычно присуждаемые лидеру Вуэльта Каталонии, которые были приписаны ему по ошибке.
  - Бен Херманс имеет 185 очков вместо 193. Отсутствуют очки обычно присуждаемые лидеру Вуэльта Каталонии.
- Эндрю Талански из команды Cannondale-Drapac имеет 0 очков. Он набрал 301 очко, что позволило бы его команде набрать 6049 очков. Однако у него отсутствует команда за которую он выступал.

### Индивидуальный
| №                                                              | Гонщик              | Команда              | Очки |
| -------------------------------------------------------------- | ------------------- | -------------------- | ---- |
| 1                                                              | Грег Ван Авермат    | BMC Racing Team      | 3582 |
| 2                                                              | Крис Фрум           | Team Sky             | 3452 |
| 3                                                              | Том Дюмулен         | Team Sunweb          | 2545 |
| 4                                                              | Петер Саган         | Bora-Hansgrohe       | 2544 |
| 5                                                              | Винченцо Нибали     | Bahrain–Merida       | 2196 |
| 6                                                              | Михал Квятковский   | Team Sky             | 2171 |
| 7                                                              | Алехандро Вальверде | Movistar Team        | 2105 |
| 8                                                              | Дэниэл Мартин       | Quick-Step Floors    | 2050 |
| 9                                                              | Майкл Мэттьюс       | Team Sunweb          | 2049 |
| 10                                                             | Альберто Контадор   | Trek-Segafredo       | 1987 |
| 11                                                             | Филипп Жильбер      | Quick-Step Floors    | 1893 |
| 12                                                             | Ричи Порт           | BMC Racing Team      | 1882 |
| 13                                                             | Наиро Кинтана       | Movistar Team        | 1811 |
| 14                                                             | Александер Кристофф | Team Katusha–Alpecin | 1806 |
| 15                                                             | Ильнур Закарин      | Team Katusha–Alpecin | 1686 |
| 16                                                             | Диего Улисси        | UAE Team Emirates    | 1569 |
| 17                                                             | Бауке Моллема       | Trek-Segafredo       | 1524 |
| 18                                                             | Жюлиан Алафилипп    | Quick-Step Floors    | 1465 |
| 19                                                             | Ромен Барде         | AG2R La Mondiale     | 1464 |
| 20                                                             | Ригоберто Уран      | Cannondale-Drapac    | 1360 |
| 21                                                             | Тим Велленс         | Lotto Soudal         | 1326 |
| 22                                                             | Тибо Пино           | FDJ                  | 1317 |
| 23                                                             | Ион Исагирре        | Bahrain–Merida       | 1276 |
| 24                                                             | Доменико Поццовиво  | AG2R La Mondiale     | 1275 |
| 25                                                             | Серхио Энао         | Team Sky             | 1266 |
| Показать/скрыть места с 6-го. Всего очки набрали 436 гонщиков. |                     |                      |      |

### Командный
| №                                                         | Команда              | Очки  | Результаты всех гонщиков команды |
| --------------------------------------------------------- | -------------------- | ----- | --- |
| 1                                                         | Team Sky             | 12806 | 27 гонщиковФрум (3452), Квятковски (2171), Сер. Энао (1266), Ланда (1170), Вивиани (1031), Пулс (797), Москон (690), Томас (611), Ниеве (427), Роув (263), Д. ван Попель (151), Босуэлл (129), Харт (120), Кеннах (113), Роза (101), Себ. Энао (52), Кириенко (51), Диббен (45), Д. Лопес (37), Стэннард (24), Деинан (23), Голась (21), Пуччо (20), Элиссонд (17), Вишнёвский (11), Доулл (8), Кнес (5)                           |
| 2                                                         | Quick-Step Floors    | 12652 | 27 гонщиковД. Мартин (2050), Жильбер (1893), Алафилипп (1465), Гавирия (1159), Юнгельс (704), Киттель (686), Трентин (677), Штыбар (667), Терпста (649), Лампарт (471), Де ла Крус (452), Вакоч (420), Бонен (339), Ричезе (248), Брамбилла (162), Мас (102), Девенинс (94), Бауэр (84), Вермонт (72), Де Плус (68), Каванья (58), Шахман (50), Серри (40), Кейссе (23), Капекки (13), Деклерк (5), Мартинелли (1)                 |
| 3                                                         | BMC Racing Team      | 10961 | 28 гонщиковВан Авермат (3582), Порт (1882), Деннис (810), Тёнс (763), Карузо (755), ван Гардерен (735), Роуч (522), Друкер (384), Кюнг (335), Букволтер (217), Дилье (215), Херманс (185), Влиген (80), Осс (75), С. Санчес (69), Шер (62), Вентосо (52), Висс (45), Бохли (41), Муанар (36), Де Марки (35), Квинцато (33), Франкини (19), Росскопф (16), Сенни (5), Гертс (4), Скотсон (3), Эльмингер (1)                         |
| 4                                                         | Team Sunweb          | 8033  | 22 гонщикаТ. Дюмулен (2545), Мэттьюс (2049), Келдерман (1049), Баргий (977), Арндт (377), Оомен (367), Андерсен (119), Тёниссен (110), Баухаус (104), Тен Дам (69), Прайдлер (51), Синкельдам (42), Гешке (42), Вальшайд (38), Хофстеде (33), Хэмилтон (18), Де Баккер (14), Кемна (11), Кюрверс (8), Фрёлингер (5), Хага (3), Лунке (2)                                                                                           |
| 5                                                         | Trek-Segafredo       | 7934  | 24 гонщикаКонтадор (1987), Моллема (1524), Стёйвен (1120), Дегенкольб (990), Феллине (749), Тёнс (418), Пантано (246), Геррейру (208), Гогль (149), Субельдия (111), Стетина (82), Де Корт (59), Рейджнен (41), Кардосо (41), Бернар (35), Ниццоло (32), Эрнандес (29), Б. Ван Поппель (28), Раст (26), Дидье (22), Брендле (15), Беппу (12), Педерсен (5), Дэниел (5)                                                             |
| 6                                                         | Movistar Team        | 7399  | 26 гонщиковВальверде (2105), Н. Кинтана (1811), Хес. Эррада (668), Г. Исагирре (500), Солер (462), Рохас (393), Кастровьехо (229), Д. Морено (170), Зюттерлин (163), Амадор (121), Де ла Парте (106), Беннати (101), Бетанкур (100), Фернандес (66), Анакона (63), Оливейра (61), Хос. Эррада (54), Барберо (52), Карапас (43), Даусетт (35), Эрвити (34), Д. Кинтана (24), Педреро (15), Сазерленд (12), Карретеро (8), Аркас (3) |
| 7                                                         | Orica-Scott          | 7190  | 24 гонщикаС. Йейтс (1067), Альбазини (830), А. Йейтс (776), Чавес (619), Кёйкелейре (608), Юэн (608), Дарбридж (577), Корт Нильсен (432), Герранс (281), Хэйг (273), Импи (230), Верона (155), Кройцигер (150), Юль-Йенсен (134), Хейман (104), Мезгец (98), Хоусон (82), Докер (77), Эдмондсон (38), Пласа (32), Хепбёрн (16), Клюге (1), Тафт (1), Бьюли (1)                                                                     |
| 8                                                         | Bora-Hansgrohe       | 6516  | 25 гонщиковП. Саган (2544), Майка (1117), С. Беннетт (548), Маккарти (505), Пёстлбергер (414), Бухман (389), Конрад (353), Боднар (142), Поляньский (125), Бургхардт (74), Зелиг (68), Мюльбергер (45), Ю. Саган (40), Мендеш (28), Херклотц (24), Шварцман (22), Пелукки (15), Пфингстен (14), Сарамотин (12), Аккерман (11), Барта (10), Кёниг (5), Шиллингер (5), Бенедетти (5), Арчбольд (1)                                   |
| 9                                                         | AG2R La Mondiale     | 6316  | 26 гонщиковБарде (1464), Поццовиво (1275), Насен (910), Вийермо (881), Беклантс (515), Франк (304), Барбье (166), Латур (155), Готье (95), Уль (64), Гастауэр (62), Жорги (60), Дюпон (52), Шерель (46), Домон (43), Бидар (38), Багдонас (34), Монтагути (27), Петерс (26), Женье (24), Ванденберг (22), Гужар (21), Дюваль (13), Шеврье (13), Денц (5), Берар (1)                                                                |
| 10                                                        | Cannondale-Drapac    | 5748  | 22 гонщикаУран (1360), Ванмарке (917), Слагтер (589), Вудс (585), Ван Барле (491), Лангевельд (404), Беттиоль (312), Формоло (208), Роллан (187), Виллелла (153), Випперт (152), Ван Асбрук (75), Бевин (73), Браун (56), Карти (55), С. Кларк (31), Кэнти (28), Хаус (23), Домбровски (20), Корен (12), Маллен (10), Скалли (7), Талански (0)                                                                                     |
| 11                                                        | Team Katusha–Alpecin | 5619  | 23 гонщикаКристофф (1806), Закарин (1686), Шпилак (748), Цабель (326), Рестрепо (272), Гонсалвеш (98), Ламмертинк (96), Т. Мартин (80), Политт (75), Таарамяэ (65), Кочетков (61), Кишерловски (58), Планкарт (52), Холленштайн (36), Бюстрём (35), Мамыкин (30), Машаду (26), Кузнецов (24), Лосада (20), Шмидт (10), Висиосо (7), Бирманс (6), Мёркёв (2)                                                                        |
| 12                                                        | UAE Team Emirates    | 5494  | 23 гонщикаУлисси (1569), Р. Кошта (929), Мейнтджес (758), Модоло (364), Поланц (296), Мохорич (259), Атапума (180), Конти (174), Ланген (155), Свифт (155), Кумп (130), Консонни (125), Маркато (88), Феррари (76), Ниемец (75), Петилли (71), Джюрасек (29), Мори (23), Эль Абдиа (10), Равази (10), Цурло (8), Боно (5), Троя (5)                                                                                                |
| 13                                                        | Lotto Soudal         | 5466  | 25 гонщиковВелленс (1326), Галлопан (853), Грайпель (788), Бенот (541), Вальс (313), Марчински (292), Де Гендт (285), Арме (172), Дебюшер (154), Монфор (139), Ванендерт (132), Мас (93), Руландтс (60), Ван дер Санде (53), Де Клерк (48), Ванендерт (44), Бак (41), Де Бёйст (25), Верваке (24), Зиберг (24), А. Хансен (24), Шоу (15), Де Би (11), Хофланд (8), Фрисон (1)                                                      |
| 14                                                        | Bahrain–Merida       | 5277  | 20 гонщиковВ. Нибали (2196), И. Исагирре (1276), Кольбрелли (887), Висконти (203), Пеллицотти (101), Цинк (82), Грмай (80), Бонифацио (78), Брайкович (75), Боле (73), Гаспаротто (67), Пиберник (37), Хаусслер (28), Гарсия Кортина (26), Сивцов (22), Арасиро (21), Божич (16), Х. Морено (4), Инчаусти (4), Аньоли (1) |
| 15                                                        | Astana Pro Team      | 5018  | 28 гонщиковАру (1214), Фульсанг (776), М. Лопес (520), Луценко (409), Вальгрен (405), Й. Хансен (309), Л. Санчес (247), Гатто (190), Бильбао (174), Чернецкий (161), Брешель (95), Зейц (93), Катальдо (89), Гривко (86), Де Врез (64), Кангерт (49), Скарпони (35), Тлеубаев (24), Корсет (20), Минали (11), Кожатаев (10), Стальнов (8), Тиралонго (5), Бижигитов (5), Мозер (5), Груздев (5), Фоминых (5), Захаров (4)          |
| 16                                                        | Lotto NL-Jumbo       | 4846  | 23 гонщикаРоглич (1191), Груневеген (678), Крёйсвейк (667), Д. Беннетт (566), Гесинк (359), Лобато (225), Ван Эмден (218), Боом (158), Мартенс (123), Баттальин (103), Клемент (98), Бауман (89), Танкинк (73), Толхук (63), Де Тир (60), Оливьер (46), Розен (38), Ван Хукке (27), Винантс (24), Вермюлен (22), Янсен (12), Ван ден Брук (3), Вагнер (3)                                                                          |
| 17                                                        | FDJ                  | 3616  | 20 гонщиковПино (1317), Демар (1128), Молар (247), Ру (204), Райхенбах (124), Гудю (108), Эйкинг (90), Чимолай (83), Вишо (82), Ладаньюс (55), Манзен (40), Коновалов (37), Морабито (24), Людвигссон (20), Ле Гак (19), Мэзон (16), Делаж (10), Вансан (8), Бонне (2), Руа (2) |
| 18                                                        | Dimension Data       | 2575  | 22 гонщикаХаас (775), Хаген (561), Фраиле (180), Туэйтес (141), Пауэлс (127), Мортон (115), Сбаральи (113), Кудус (98), Кавендиш (88), Дебесай (70), Антон (54), Ж. Янсе ван Ренсбург (54), О’Коннор (52), Р. Янсе ван Ренсбург (48), Беране (32), Гиббонс (21), Кинг (12), Айзель (10), Каммингс (10), Даугалл (7), Теклехайманот (5), Вентер (2)                                                                                 |
| Показать/скрыть места с 6-го. Очки набрали все 18 команд. |                      |       | |

## Победы
В таблице указано количество побед на этапах в многодневных гонках и однодневных гонках разных гонщиков, команд и стран в сезоне 2017 года.

| №  | Гонщик                    | Команда           | Побед |
| -- | ------------------------- | ----------------- | ----- |
| 1  | Петер Саган (SVK)         | Bora-Hansgrohe    | 10    |
| 2  | Фернандо Гавирия (COL)    | Quick-Step Floors | 9     |
| 3  | Алехандро Вальверде (ESP) | Movistar Team     | 8     |
| 4  | Калеб Эван (AUS)          | Orica-Scott       | 7     |
| 4  | Марсель Киттель (GER)     | Quick-Step Floors | 7     |
| 6  | Ричи Порт (AUS)           | BMC Racing Team   | 6     |
| 7  | Сэм Беннетт (IRL)         | Bora-Hansgrohe    | 5     |
| 8  | Том Дюмулен (NED)         | Team Sunweb       | 4     |
| 8  | Крис Фрум (GBR)           | Team Sky          | 4     |
| 8  | Майкл Мэттьюс (AUS)       | Team Sunweb       | 4     |
| 8  | Примож Роглич (SLO)       | Lotto NL-Jumbo    | 4     |
| 8  | Маттео Трентин (ITA)      | Quick-Step Floors | 4     |
| 8  | Грег Ван Авермат (BEL)    | BMC Racing Team   | 4     |
| 14 | Арно Демар (FRA)          | FDJ               | 3     |
| 14 | Роан Деннис (AUS)         | BMC Racing Team   | 3     |
| 14 | Якоб Фульсанг (DEN)       | Astana Pro Team   | 3     |
| 14 | Филипп Жильбер (BEL)      | Quick-Step Floors | 3     |
| 14 | Михал Квятковский (POL)   | Team Sky          | 3     |
| 14 | Винченцо Нибали (ITA)     | Bahrain–Merida    | 3     |
| 14 | Наиро Кинтана (COL)       | Movistar Team     | 3     |
| 14 | Диего Улисси (ITA)        | UAE Abu Dhabi     | 3     |
| 14 | Элиа Вивиани (ITA)        | Team Sky          | 3     |
| 14 | Тим Велленс (BEL)         | Lotto Soudal      | 3     |
| 24 | 20 гонщиков               | 20 гонщиков       | 2     |
| 44 | 45 гонщиков               | 45 гонщиков       | 1     |

| №  | Команда                    | Побед |
| -- | -------------------------- | ----- |
| 1  | Quick-Step Floors          | 30    |
| 2  | BMC Racing Team            | 22    |
| 3  | Bora-Hansgrohe             | 19    |
| 4  | Team Sky                   | 18    |
| 5  | Orica-Scott                | 13    |
| 6  | Movistar Team              | 12    |
| 6  | Team Sunweb                | 12    |
| 8  | Lotto NL-Jumbo             | 10    |
| 8  | Lotto Soudal               | 10    |
| 10 | UAE Team Emirates          | 8     |
| 11 | Astana Pro Team            | 7     |
| 12 | Trek-Segafredo             | 6     |
| 13 | FDJ                        | 5     |
| 14 | Bahrain–Merida             | 4     |
| 14 | Team Katusha–Alpecin       | 4     |
| 16 | Cannondale-Drapac          | 3     |
| 16 | Dimension Data             | 3     |
| 18 | AG2R La Mondiale           | 2     |
| 18 | Aqua Blue Sport            | 2     |
| 18 | Rally Cycling              | 2     |
| 21 | Cofidis, Solutions Crédits | 1     |
| 21 | Direct Énergie             | 1     |

| №  | Страна         | Побед |
| -- | -------------- | ----- |
| 1  | Австралия      | 21    |
| 2  | Бельгия        | 20    |
| 3  | Италия         | 19    |
| 4  | Колумбия       | 16    |
| 5  | Испания        | 14    |
| 6  | Франция        | 12    |
| 6  | Нидерланды     | 12    |
| 8  | Германия       | 11    |
| 8  | Великобритания | 11    |
| 10 | Словакия       | 10    |
| 11 | США            | 8     |
| 11 | Польша         | 8     |
| 11 | Словения       | 8     |
| 14 | Ирландия       | 5     |
| 14 | Швейцария      | 5     |
| 16 | Дания          | 3     |
| 16 | Норвегия       | 3     |
| 18 | Австрия        | 2     |
| 18 | Португалия     | 2     |
| 20 | ЮАР            | 1     |
| 20 | Казахстан      | 1     |
| 20 | Люксембург     | 1     |
| 20 | Новая Зеландия | 1     |

| Подробная таблица итоговых набранных очков по гонкам первых 100 гонщиков с обозначением призовых мест | Подробная таблица итоговых набранных очков по гонкам первых 100 гонщиков с обозначением призовых мест | Подробная таблица итоговых набранных очков по гонкам первых 100 гонщиков с обозначением призовых мест | Подробная таблица итоговых набранных очков по гонкам первых 100 гонщиков с обозначением призовых мест | Подробная таблица итоговых набранных очков по гонкам первых 100 гонщиков с обозначением призовых мест | Подробная таблица итоговых набранных очков по гонкам первых 100 гонщиков с обозначением призовых мест | Подробная таблица итоговых набранных очков по гонкам первых 100 гонщиков с обозначением призовых мест | Подробная таблица итоговых набранных очков по гонкам первых 100 гонщиков с обозначением призовых мест | Подробная таблица итоговых набранных очков по гонкам первых 100 гонщиков с обозначением призовых мест | Подробная таблица итоговых набранных очков по гонкам первых 100 гонщиков с обозначением призовых мест | Подробная таблица итоговых набранных очков по гонкам первых 100 гонщиков с обозначением призовых мест | Подробная таблица итоговых набранных очков по гонкам первых 100 гонщиков с обозначением призовых мест | Подробная таблица итоговых набранных очков по гонкам первых 100 гонщиков с обозначением призовых мест | Подробная таблица итоговых набранных очков по гонкам первых 100 гонщиков с обозначением призовых мест | Подробная таблица итоговых набранных очков по гонкам первых 100 гонщиков с обозначением призовых мест | Подробная таблица итоговых набранных очков по гонкам первых 100 гонщиков с обозначением призовых мест | Подробная таблица итоговых набранных очков по гонкам первых 100 гонщиков с обозначением призовых мест | Подробная таблица итоговых набранных очков по гонкам первых 100 гонщиков с обозначением призовых мест | Подробная таблица итоговых набранных очков по гонкам первых 100 гонщиков с обозначением призовых мест | Подробная таблица итоговых набранных очков по гонкам первых 100 гонщиков с обозначением призовых мест | Подробная таблица итоговых набранных очков по гонкам первых 100 гонщиков с обозначением призовых мест | Подробная таблица итоговых набранных очков по гонкам первых 100 гонщиков с обозначением призовых мест | Подробная таблица итоговых набранных очков по гонкам первых 100 гонщиков с обозначением призовых мест | Подробная таблица итоговых набранных очков по гонкам первых 100 гонщиков с обозначением призовых мест | Подробная таблица итоговых набранных очков по гонкам первых 100 гонщиков с обозначением призовых мест | Подробная таблица итоговых набранных очков по гонкам первых 100 гонщиков с обозначением призовых мест | Подробная таблица итоговых набранных очков по гонкам первых 100 гонщиков с обозначением призовых мест | Подробная таблица итоговых набранных очков по гонкам первых 100 гонщиков с обозначением призовых мест | Подробная таблица итоговых набранных очков по гонкам первых 100 гонщиков с обозначением призовых мест | Подробная таблица итоговых набранных очков по гонкам первых 100 гонщиков с обозначением призовых мест | Подробная таблица итоговых набранных очков по гонкам первых 100 гонщиков с обозначением призовых мест | Подробная таблица итоговых набранных очков по гонкам первых 100 гонщиков с обозначением призовых мест | Подробная таблица итоговых набранных очков по гонкам первых 100 гонщиков с обозначением призовых мест | Подробная таблица итоговых набранных очков по гонкам первых 100 гонщиков с обозначением призовых мест | Подробная таблица итоговых набранных очков по гонкам первых 100 гонщиков с обозначением призовых мест | Подробная таблица итоговых набранных очков по гонкам первых 100 гонщиков с обозначением призовых мест | Подробная таблица итоговых набранных очков по гонкам первых 100 гонщиков с обозначением призовых мест | Подробная таблица итоговых набранных очков по гонкам первых 100 гонщиков с обозначением призовых мест | Подробная таблица итоговых набранных очков по гонкам первых 100 гонщиков с обозначением призовых мест | Подробная таблица итоговых набранных очков по гонкам первых 100 гонщиков с обозначением призовых мест | Подробная таблица итоговых набранных очков по гонкам первых 100 гонщиков с обозначением призовых мест |
| | Велогонщик                                                                                            | Team                                                                                                  | Очки                                                                                                  | TДА                                                                                                   | ГОР                                                                                                   | ОХН                                                                                                   | AДТ                                                                                                   | СБЯ                                                                                                   | П-Н                                                                                                   | T-A                                                                                                   | МСР                                                                                                   | КАТ                                                                                                   | DdV                                                                                                   | E3 | Г-В                                                                                                   | ФЛА                                                                                                   | БАС                                                                                                   | П-Р                                                                                                   | АГР                                                                                                   | Ф-В                                                                                                   | ЛБЛ                                                                                                   | РОМ                                                                                                   | Э-Ф                                                                                                   | КАЛ                                                                                                   | ИТА                                                                                                   | ДОФ                                                                                                   | ШВЕ                                                                                                   | ФРА                                                                                                   | КСС                                                                                                   | ЛОН                                                                                                   | ПОЛ                                                                                                   | БИН                                                                                                   | ИСП                                                                                                   | ВАТ                                                                                                   | ПЛУ                                                                                                   | КВЕ                                                                                                   | МОН                                                                                                   | ЛОМ                                                                                                   | ТУР                                                                                                   | ГУА                                                                                                   |
| --- | --- | --- | --- | --- | --- | --- | --- | --- | --- | --- | --- | --- | --- | --- | --- | --- | --- | --- | --- | --- | --- | --- | --- | --- | --- | --- | --- | --- | --- | --- | --- | --- | --- | --- | --- | --- | --- | --- | --- | --- |
| 1 | Ван Авермат                                                                                           | BMC                                                                                                   | 3582                                                                                                  | — | — | 300                                                                                                   | — | 250                                                                                                   | — | 28 | 20 | — | — | 400                                                                                                   | 500                                                                                                   | 400                                                                                                   | — | 500                                                                                                   | 60 | — | 70 | — | — | — | — | — | 10 | 90 | 100                                                                                                   | — | — | 228                                                                                                   | — | 8 | 68 | 400                                                                                                   | 150                                                                                                   | — | — | — |
| 2 | Фрум                                                                                                  | SKY                                                                                                   | 3452                                                                                                  | — | 5 | — | — | — | — | — | — | 39 | — | — | — | — | — | — | — | — | — | 30 | — | — | — | 285                                                                                                   | — | 1465                                                                                                  | — | — | — | — | 1628                                                                                                  | — | — | — | — | — | — | — |
| 3 | Дюмулен                                                                                               | SUN                                                                                                   | 2545                                                                                                  | — | — | — | 221                                                                                                   | 120                                                                                                   | — | 200                                                                                                   | 0 | — | — | — | — | — | — | — | — | — | 20 | — | — | — | 1290                                                                                                  | — | — | — | 220                                                                                                   | — | — | 444                                                                                                   | — | — | — | 10 | 20 | — | — | — |
| 4 | Саган                                                                                                 | BOH                                                                                                   | 2544                                                                                                  | 75 | — | 250                                                                                                   | — | DNF                                                                                                   | — | 165                                                                                                   | 400                                                                                                   | — | — | 0 | 325                                                                                                   | 20 | — | 10 | — | — | — | — | DNF                                                                                                   | 60 | — | — | 145                                                                                                   | 120                                                                                                   | — | — | 126                                                                                                   | 248                                                                                                   | — | — | — | 500                                                                                                   | 100                                                                                                   | — | — | — |
| 5 | Нибали                                                                                                | TBM                                                                                                   | 2196                                                                                                  | — | — | — | 20 | 5 | — | 20 | — | — | — | — | — | — | — | — | — | — | — | — | — | — | 699                                                                                                   | — | — | — | — | — | 80 | — | 872                                                                                                   | — | — | — | — | 500                                                                                                   | — | — |
| 6 | Квятковский                                                                                           | SKY                                                                                                   | 2171                                                                                                  | — | — | — | — | 300                                                                                                   | — | 20 | 500                                                                                                   | — | — | — | — | — | 36 | — | 400                                                                                                   | 120                                                                                                   | 325                                                                                                   | — | — | — | — | 10 | — | 60 | 400                                                                                                   | — | — | — | — | — | — | — | — | DNF                                                                                                   | — | — |
| 7 | Вальверде                                                                                             | MOV                                                                                                   | 2105                                                                                                  | — | — | — | — | — | — | — | — | 587                                                                                                   | — | — | — | — | 478                                                                                                   | — | 30 | 400                                                                                                   | 500                                                                                                   | — | — | — | — | 110                                                                                                   | — | DNF                                                                                                   | — | — | — | — | — | — | — | — | — | — | — | — |
| 8 | Д.Мартин                                                                                              | QST                                                                                                   | 2050                                                                                                  | — | — | — | — | — | 335                                                                                                   | — | — | 160                                                                                                   | — | — | — | — | — | — | DNF                                                                                                   | 320                                                                                                   | 400                                                                                                   | — | — | — | — | 350                                                                                                   | — | 475                                                                                                   | — | — | — | — | — | — | — | — | — | 10 | — | — |
| 9 | Мэттьюс                                                                                               | SUN                                                                                                   | 2049                                                                                                  | — | — | — | — | — | 10 | — | 60 | — | 12 | — | 125                                                                                                   | — | 94 | — | 85 | 0 | 275                                                                                                   | — | 20 | — | — | — | 73 | 450                                                                                                   | — | 215                                                                                                   | — | — | — | — | 180                                                                                                   | 325                                                                                                   | 125                                                                                                   | DNF                                                                                                   | — | 0 |
| 10 | Контадор                                                                                              | TFS                                                                                                   | 1987                                                                                                  | — | — | — | 20 | — | 475                                                                                                   | — | — | 328                                                                                                   | — | — | — | — | 320                                                                                                   | — | — | — | — | — | — | — | — | 70 | — | 250                                                                                                   | — | — | — | — | 524                                                                                                   | — | — | — | — | — | — | — |
| 11 | Жильбер                                                                                               | QST                                                                                                   | 1893                                                                                                  | — | — | 30 | — | — | 50 | — | 20 | — | 250                                                                                                   | 320                                                                                                   | — | 500                                                                                                   | — | — | 500                                                                                                   | — | — | — | — | — | — | — | 80 | 15 | DNF                                                                                                   | — | — | 100                                                                                                   | — | — | 8 | — | — | 20 | — | — |
| 12 | Порт                                                                                                  | BMC                                                                                                   | 1882                                                                                                  | 660                                                                                                   | 12 | — | — | — | 140                                                                                                   | — | — | — | — | — | — | — | — | — | — | — | — | 550                                                                                                   | — | — | — | 505                                                                                                   | — | 15 | — | — | — | — | — | — | — | — | — | — | — | — |
| 13 | Кинтана                                                                                               | MOV                                                                                                   | 1811                                                                                                  | — | — | — | 30 | — | — | 590                                                                                                   | — | — | — | — | — | — | — | — | — | — | — | — | — | — | 916                                                                                                   | — | — | 175                                                                                                   | — | — | — | — | — | — | — | — | — | 100                                                                                                   | — | — |
| 14 | Кристофф                                                                                              | KAT                                                                                                   | 1806                                                                                                  | — | — | — | — | — | 35 | — | 275                                                                                                   | — | — | 16 | 0 | 225                                                                                                   | — | DNF                                                                                                   | — | — | — | — | 300                                                                                                   | 0 | — | 25 | — | 90 | — | 300                                                                                                   | — | — | — | 220                                                                                                   | 320                                                                                                   | — | — | — | — | — |
| 15 | Закарин                                                                                               | KAT                                                                                                   | 1686                                                                                                  | — | — | — | 265                                                                                                   | — | 175                                                                                                   | — | — | DNF                                                                                                   | — | — | — | — | — | — | — | — | — | 35 | — | — | 504                                                                                                   | — | — | — | — | — | 56 | — | 651                                                                                                   | — | — | — | — | — | — | — |
| 16 | Улисси                                                                                                | UAE                                                                                                   | 1569                                                                                                  | 225                                                                                                   | — | — | 40 | — | 20 | — | 10 | — | — | — | — | — | 16 | — | 20 | 68 | 20 | 75 | — | — | — | 30 | — | 75 | 16 | — | — | — | — | 4 | 8 | 70 | 500                                                                                                   | 20 | 352                                                                                                   | — |
| 17 | Моллема                                                                                               | TFS                                                                                                   | 1524                                                                                                  | — | — | — | 175                                                                                                   | — | — | 100                                                                                                   | — | 0 | — | — | — | — | — | — | — | — | — | — | — | — | 272                                                                                                   | — | — | 185                                                                                                   | 260                                                                                                   | — | — | — | — | — | 2 | 10 | 225                                                                                                   | 30 | — | 265                                                                                                   |
| 18 | Алафилипп                                                                                             | QST                                                                                                   | 1465                                                                                                  | — | — | — | 120                                                                                                   | — | 340                                                                                                   | — | 325                                                                                                   | — | — | — | — | — | DNF                                                                                                   | — | — | — | — | — | — | — | — | — | — | — | — | — | — | — | 105                                                                                                   | — | — | — | — | 400                                                                                                   | — | 175                                                                                                   |
| 19 | Барде                                                                                                 | ALM                                                                                                   | 1464                                                                                                  | — | — | — | 35 | — | 0 | — | — | 68 | — | — | — | — | 48 | — | — | 40 | 175                                                                                                   | — | — | — | — | 175                                                                                                   | — | 855                                                                                                   | — | — | — | — | 68 | — | — | — | — | — | — | — |
| 20 | Уран                                                                                                  | CDT                                                                                                   | 1360                                                                                                  | — | — | — | — | — | — | 125                                                                                                   | — | — | — | — | — | — | 88 | — | — | 16 | 20 | 20 | — | — | — | — | — | 1025                                                                                                  | 16 | — | — | — | — | — | — | 10 | 20 | 20 | — | — |
| 21 | Велленс                                                                                               | LTS                                                                                                   | 1326                                                                                                  | — | — | — | — | 215                                                                                                   | — | 0 | 30 | — | — | — | — | — | DNF                                                                                                   | 0 | 10 | 24 | 10 | — | — | — | — | — | 0 | DNF                                                                                                   | DNF                                                                                                   | — | — | 370                                                                                                   | — | — | 0 | 225                                                                                                   | 60 | 30 | — | 352                                                                                                   |
| 22 | Пино                                                                                                  | FDJ                                                                                                   | 1317                                                                                                  | — | — | — | — | 60 | — | 352                                                                                                   | — | — | — | — | — | — | — | — | — | — | — | — | — | — | 656                                                                                                   | — | — | DNF                                                                                                   | 24 | — | — | — | — | — | — | — | — | 225                                                                                                   | — | — |
| 23 | И.Исагирре                                                                                            | TBM                                                                                                   | 1276                                                                                                  | — | — | — | — | — | 150                                                                                                   | — | — | — | — | — | — | — | 268                                                                                                   | — | 150                                                                                                   | 48 | 225                                                                                                   | 225                                                                                                   | — | — | — | — | 210                                                                                                   | DNF                                                                                                   | — | — | — | — | — | — | — | — | — | — | — | — |
| 24 | Поццовиво                                                                                             | ALM                                                                                                   | 1275                                                                                                  | 30 | 20 | — | 60 | — | — | 85 | — | — | — | — | — | — | — | — | — | — | 60 | — | — | — | 360                                                                                                   | — | 345                                                                                                   | — | — | — | 140                                                                                                   | — | DNF                                                                                                   | — | — | — | — | 175                                                                                                   | — | — |
| 25 | С.Энао                                                                                                | SKY                                                                                                   | 1266                                                                                                  | 60 | 12 | — | — | — | 535                                                                                                   | — | — | — | — | — | — | — | 100                                                                                                   | — | 175                                                                                                   | 220                                                                                                   | 50 | — | — | — | — | — | — | 30 | 24 | — | — | — | — | — | — | 30 | 30 | 0 | — | — |
| 26 | Ару                                                                                                   | AST                                                                                                   | 1214                                                                                                  | — | — | — | 75 | 5 | — | DNS                                                                                                   | — | — | — | — | — | — | — | — | — | — | — | — | — | — | — | 225                                                                                                   | — | 675                                                                                                   | — | — | — | — | 84 | — | — | — | — | 150                                                                                                   | — | — |
| 27 | Роглич                                                                                                | TLJ                                                                                                   | 1191                                                                                                  | — | — | — | — | 5 | — | 285                                                                                                   | 0 | — | — | — | — | — | 280                                                                                                   | — | — | — | — | 385                                                                                                   | — | — | — | — | — | 210                                                                                                   | 16 | — | — | — | — | — | — | — | — | 10 | — | — |
| 28 | Ланда                                                                                                 | SKY                                                                                                   | 1170                                                                                                  | — | — | — | — | — | — | 10 | — | 3 | — | — | — | — | — | — | — | — | — | — | — | — | 352                                                                                                   | — | — | 605                                                                                                   | 180                                                                                                   | — | — | — | — | — | — | — | — | DNF                                                                                                   | — | 20 |
| 29 | Гавирия                                                                                               | QST                                                                                                   | 1159                                                                                                  | — | — | — | — | — | — | 64 | 225                                                                                                   | — | 0 | — | 100                                                                                                   | — | — | — | — | — | — | — | DNF                                                                                                   | — | 572                                                                                                   | — | — | — | — | — | — | — | — | — | — | — | — | — | — | 198                                                                                                   |
| 30 | Демар                                                                                                 | FDJ                                                                                                   | 1128                                                                                                  | — | — | 20 | — | — | 125                                                                                                   | — | 175                                                                                                   | — | 5 | — | 0 | 3 | — | 175                                                                                                   | — | — | — | — | — | — | — | 85 | — | 220                                                                                                   | — | — | — | DNF                                                                                                   | — | 320                                                                                                   | DNF                                                                                                   | 0 | DNF                                                                                                   | — | — | — |
| 31 | Стёйвен                                                                                               | TFS                                                                                                   | 1120                                                                                                  | — | — | 75 | — | 5 | — | 13 | 10 | — | — | DNF                                                                                                   | 10 | 5 | — | 275                                                                                                   | — | — | — | — | 95 | — | 124                                                                                                   | — | — | — | — | 0 | — | 318                                                                                                   | — | 120                                                                                                   | DNF                                                                                                   | 30 | 40 | — | — | — |
| 32 | Майка                                                                                                 | BOH                                                                                                   | 1117                                                                                                  | — | — | — | 115                                                                                                   | — | — | 20 | — | 56 | — | — | — | — | — | — | — | 16 | 85 | — | — | 329                                                                                                   | — | — | — | 0 | — | — | 336                                                                                                   | — | 140                                                                                                   | — | — | — | — | 20 | — | — |
| 33 | С.Йейтс                                                                                               | ORS                                                                                                   | 1067                                                                                                  | — | — | — | — | — | 160                                                                                                   | — | — | — | — | — | — | — | 16 | — | — | — | 0 | 470                                                                                                   | — | — | — | 50 | — | 330                                                                                                   | 24 | — | — | — | 17 | — | — | — | — | — | — | — |
| 34 | Келдерман                                                                                             | SUN                                                                                                   | 1049                                                                                                  | 100                                                                                                   | 2 | — | — | DNF                                                                                                   | — | — | — | — | — | — | — | — | — | — | 0 | 0 | — | 150                                                                                                   | — | — | DNF                                                                                                   | — | — | — | — | — | 220                                                                                                   | — | 547                                                                                                   | — | — | — | — | 30 | — | DNF                                                                                                   |
| 35 | Вивиани                                                                                               | SKY                                                                                                   | 1031                                                                                                  | — | — | — | 0 | — | — | 25 | 100                                                                                                   | — | — | — | — | — | — | DNF                                                                                                   | — | — | — | 60 | — | 6 | — | — | — | — | — | 40 | — | 0 | — | 400                                                                                                   | 400                                                                                                   | — | — | — | — | — |
| 36 | Дегенкольб                                                                                            | TFS                                                                                                   | 990                                                                                                   | — | — | — | — | — | 35 | — | 150                                                                                                   | — | — | 40 | 225                                                                                                   | 150                                                                                                   | — | 85 | — | — | — | — | 215                                                                                                   | 0 | — | — | 10 | 80 | — | — | — | — | DNF                                                                                                   | — | — | — | — | — | — | — |
| 37 | Баргий                                                                                                | SUN                                                                                                   | 977                                                                                                   | — | — | — | — | — | 125                                                                                                   | — | — | — | — | — | — | — | 24 | — | 10 | 140                                                                                                   | 10 | 0 | — | — | — | 20 | — | 595                                                                                                   | 40 | — | — | — | 3 | — | — | — | — | 10 | — | — |
| 38 | Кошта                                                                                                 | UAE                                                                                                   | 929                                                                                                   | — | — | — | 346                                                                                                   | — | — | 30 | — | — | — | — | — | — | — | — | 10 | 8 | 40 | — | — | — | 144                                                                                                   | — | 250                                                                                                   | — | — | — | 68 | — | 28 | — | — | — | — | 5 | — | — |
| 39 | Ванмарке                                                                                              | CDT                                                                                                   | 917                                                                                                   | — | — | 215                                                                                                   | — | DNF                                                                                                   | — | 0 | — | — | 12 | 16 | — | DNF                                                                                                   | — | — | — | — | — | — | — | — | — | — | 0 | — | — | 175                                                                                                   | — | 48 | — | 16 | 220                                                                                                   | 125                                                                                                   | 85 | 0 | — | 5 |
| 40 | Насен                                                                                                 | ALM                                                                                                   | 910                                                                                                   | — | — | 95 | — | — | 30 | — | — | — | 115                                                                                                   | 260                                                                                                   | 20 | 20 | — | 10 | 50 | — | — | — | DNF                                                                                                   | — | — | 20 | — | 0 | — | 50 | — | 180                                                                                                   | — | — | DNF                                                                                                   | 30 | 30 | — | — | — |
| 41 | Кольбрелли                                                                                            | TBM                                                                                                   | 887                                                                                                   | — | — | 5 | — | — | 65 | — | 50 | — | 2 | 120                                                                                                   | 50 | 85 | — | — | 100                                                                                                   | — | — | 35 | — | — | — | DNF                                                                                                   | — | 0 | — | — | — | — | — | 0 | 260                                                                                                   | 85 | 30 | — | — | 0 |
| 42 | Вийермо                                                                                               | ALM                                                                                                   | 881                                                                                                   | — | — | — | — | — | — | — | — | 8 | — | — | — | — | 24 | — | — | 16 | 20 | 20 | — | — | — | 20 | — | 105                                                                                                   | 48 | — | — | — | — | — | — | 275                                                                                                   | 70 | 275                                                                                                   | — | — |
| 43 | Галлопен                                                                                              | LTS                                                                                                   | 853                                                                                                   | — | — | — | — | — | 95 | — | 10 | — | 40 | DNF                                                                                                   | — | 30 | — | DNF                                                                                                   | — | — | — | — | — | — | — | 10 | — | 65 | 320                                                                                                   | — | — | DNF                                                                                                   | — | — | 8 | 100                                                                                                   | 175                                                                                                   | DNF                                                                                                   | — | — |
| 44 | Альбази                                                                                               | ORS                                                                                                   | 830                                                                                                   | — | — | — | — | — | 0 | — | 10 | — | — | — | — | — | 50 | — | 325                                                                                                   | 180                                                                                                   | 150                                                                                                   | 60 | — | — | — | — | 25 | 0 | DNF                                                                                                   | — | — | — | — | — | DNF                                                                                                   | 20 | 10 | DNF                                                                                                   | — | — |
| 45 | Деннис                                                                                                | BMC                                                                                                   | 810                                                                                                   | 175                                                                                                   | 0 | — | — | — | — | 478                                                                                                   | — | 7 DNF                                                                                                 | — | — | — | — | — | — | — | — | — | — | — | — | DNF                                                                                                   | — | 130                                                                                                   | — | — | — | 8 | — | 12 | — | — | — | — | — | — | — |
| 46 | Пулс                                                                                                  | SKY                                                                                                   | 797                                                                                                   | — | — | — | — | — | — | — | — | — | — | — | — | — | — | — | — | — | — | — | — | — | — | — | — | — | — | — | 330                                                                                                   | — | 362                                                                                                   | — | — | — | — | 10 | — | 95 |
| 47 | Грайпель                                                                                              | LTS                                                                                                   | 788                                                                                                   | — | — | — | 21 | — | 63 | — | — | 0 | — | — | — | 30 | — | 150                                                                                                   | — | — | — | — | DNF                                                                                                   | — | 164                                                                                                   | — | — | 175                                                                                                   | — | 5 | — | DNF                                                                                                   | — | 180                                                                                                   | — | — | — | — | — | — |
| 48 | Фульсанг                                                                                              | AST                                                                                                   | 776                                                                                                   | — | — | — | — | — | 60 | — | — | 28 | — | — | — | — | 0 | — | 5 | 16 | 35 | — | — | — | — | 620                                                                                                   | — | DNF                                                                                                   | — | — | — | — | — | — | — | DNF                                                                                                   | DNF                                                                                                   | DNF                                                                                                   | — | 12 |
| 49 | А.Йейтс                                                                                               | ORS                                                                                                   | 776                                                                                                   | — | — | — | — | — | — | 10 | — | 228                                                                                                   | — | — | — | — | — | — | — | — | 125                                                                                                   | — | — | — | 192                                                                                                   | — | — | — | — | — | 200                                                                                                   | — | 21 | — | — | — | — | 0 | — | — |
| 50 | Хаас                                                                                                  | DDD                                                                                                   | 775                                                                                                   | 300                                                                                                   | 95 | — | — | 5 | — | — | — | DNF                                                                                                   | — | — | — | — | — | — | 275                                                                                                   | 8 | 0 | — | — | — | 12 | — | — | — | — | — | DNF                                                                                                   | — | — | — | 0 | 50 | 30 | — | — | — |
| 51 | Тойнс                                                                                                 | BMC                                                                                                   | 763                                                                                                   | — | — | — | 5 | — | 0 | — | — | — | 0 | — | 0 | — | DNF                                                                                                   | — | 10 | 260                                                                                                   | 20 | — | — | — | 0 | — | — | — | — | — | 458                                                                                                   | — | — | — | 0 | 0 | 10 | — | — | — |
| 52 | Мейнтджес                                                                                             | UAE                                                                                                   | 758                                                                                                   | 3 | — | — | 20 | — | — | — | — | 8 | — | — | — | — | 140                                                                                                   | — | — | 8 | 10 | 30 | — | — | — | 135                                                                                                   | — | 280                                                                                                   | 24 | — | — | — | 100                                                                                                   | — | — | — | — | — | — | — |
| 53 | Карузо                                                                                                | BMC                                                                                                   | 755                                                                                                   | 10 | 5 | — | — | 5 | — | 78 | 10 | — | — | — | — | — | 0 | — | — | — | 10 | — | — | — | — | — | 455                                                                                                   | 150                                                                                                   | — | — | — | — | 32 | — | — | — | — | 0 | — | — |
| 54 | Феллине                                                                                               | TFS                                                                                                   | 749                                                                                                   | — | — | 175                                                                                                   | — | 30 | — | 20 | 3 | — | 0 | 56 | 10 | 30 | — | — | 10 | — | 30 | 375                                                                                                   | — | — | — | — | 10 | DNF                                                                                                   | DNF                                                                                                   | — | — | — | — | — | DNF                                                                                                   | 0 | 0 | — | — | — |
| 55 | Шпилак                                                                                                | KAT                                                                                                   | 748                                                                                                   | — | — | — | — | — | — | 70 | 3 | — | — | — | — | — | 68 | — | — | — | — | 20 | DNF                                                                                                   | — | — | — | 580                                                                                                   | — | — | — | 4 | — | — | — | — | 0 | 3 | — | — | — |
| 56 | ван Гардерен                                                                                          | BMC                                                                                                   | 735                                                                                                   | — | — | — | 1 | — | — | 28 | — | 203                                                                                                   | — | — | — | — | — | — | — | — | — | 185                                                                                                   | — | — | 140                                                                                                   | — | 10 | — | — | — | 16 | — | 152                                                                                                   | — | — | — | — | — | — | — |
| 57 | Юнгельс                                                                                               | QST                                                                                                   | 704                                                                                                   | — | — | — | — | DNF                                                                                                   | — | 44 | — | — | — | — | — | — | — | — | 10 | 8 | — | 125                                                                                                   | — | — | 440                                                                                                   | — | — | — | — | — | 56 | — | 21 | — | — | — | — | DNF                                                                                                   | — | — |
| 58 | Москон                                                                                                | SKY                                                                                                   | 690                                                                                                   | — | — | 5 | — | 20 | — | 0 | 10 | — | — | 0 | 0 | 35 | — | 225                                                                                                   | — | 0 | 0 | 0 | — | — | — | — | — | — | 4 | — | — | — | 66 | — | — | — | — | 325                                                                                                   | — | — |
| 59 | Киттель                                                                                               | QST                                                                                                   | 686                                                                                                   | — | — | — | 40 | — | DNF                                                                                                   | — | — | — | — | — | — | — | — | — | — | — | — | — | DNF                                                                                                   | 46 | — | — | — | 600                                                                                                   | — | — | — | 0 | — | DNF                                                                                                   | — | — | — | — | — | — |
| 60 | Груневеген                                                                                            | TLJ                                                                                                   | 678                                                                                                   | — | — | 12 | — | — | 10 | — | — | — | 120                                                                                                   | — | 0 | — | — | 10 | — | — | — | — | — | — | — | — | — | 200                                                                                                   | — | — | — | 0 | — | 260                                                                                                   | — | — | — | — | — | 66 |
| 61 | Трентин                                                                                               | QST                                                                                                   | 677                                                                                                   | — | — | 60 | — | 12 | — | 14 | 5 | — | — | 16 | 5 | 50 | — | 0 | — | — | — | — | — | 5 | — | — | 20 | 5 | — | 0 | — | — | 485                                                                                                   | — | — | — | — | — | — | — |
| 62 | Эррада                                                                                                | MOV                                                                                                   | 668                                                                                                   | 50 | — | — | 20 | — | 0 | — | — | — | — | — | — | — | — | — | 0 | 0 | 0 | 110                                                                                                   | — | — | — | 20 | — | 0 | — | — | — | — | — | 0 | 8 | 30 | 400                                                                                                   | DNF                                                                                                   | — | 30 |
| 63 | Штыбар                                                                                                | QST                                                                                                   | 667                                                                                                   | — | — | 25 | — | 175                                                                                                   | — | 14 | — | — | 12 | 4 | 5 | 0 | — | 400                                                                                                   | DNF                                                                                                   | — | — | — | — | 0 | — | — | 0 | 0 | 16 | — | — | — | — | — | 16 | — | — | — | — | — |
| 64 | Крёйсвейк                                                                                             | TLJ                                                                                                   | 667                                                                                                   | — | — | — | 12 | — | 0 | — | — | 120                                                                                                   | — | — | — | — | — | — | — | — | — | — | — | — | DNF                                                                                                   | — | 335                                                                                                   | — | — | — | — | — | 180                                                                                                   | — | — | — | — | 20 | — | — |
| 65 | Терпстра                                                                                              | QST                                                                                                   | 649                                                                                                   | — | — | 2 | — | — | — | 4 | — | — | 12 | 24 | 275                                                                                                   | 325                                                                                                   | — | DNF                                                                                                   | — | — | — | — | — | — | — | — | — | — | — | — | DNF                                                                                                   | 2 | 5 | — | — | — | — | — | — | — |
| 66 | Чавес                                                                                                 | ORS                                                                                                   | 619                                                                                                   | 420                                                                                                   | 2 | — | — | — | — | — | — | — | — | — | — | — | — | — | — | — | — | — | — | — | — | 20 | — | 0 | — | — | — | — | 177                                                                                                   | — | — | — | — | — | — | — |
| 67 | Томас                                                                                                 | SKY                                                                                                   | 611                                                                                                   | 10 | — | — | — | — | — | 310                                                                                                   | — | 11 | — | — | — | — | — | — | — | — | — | — | — | — | 60 | — | — | 220                                                                                                   | — | — | — | — | — | — | — | — | — | — | — | — |
| 68 | Кёйкелейре                                                                                            | ORS                                                                                                   | 608                                                                                                   | — | — | 0 | — | 0 | 20 | — | 5 | — | 0 | 48 | 400                                                                                                   | DNS                                                                                                   | — | 0 | DNF                                                                                                   | — | — | — | — | — | — | 10 | — | 35 | 8 | — | — | 40 | — | — | — | 10 | 20 | 0 | — | 12 |
| 69 | Эван                                                                                                  | ORS                                                                                                   | 608                                                                                                   | 250                                                                                                   | — | — | 55 | — | — | DNF                                                                                                   | 85 | — | DNF                                                                                                   | — | 0 | — | — | — | — | — | — | — | — | — | 140                                                                                                   | — | — | — | — | — | 70 | — | — | 8 | DNF                                                                                                   | — | — | — | — | 0 |
| 70 | Слагтер                                                                                               | CDT                                                                                                   | 589                                                                                                   | 40 | 5 | — | — | — | 0 | — | — | — | — | — | — | — | 0 | — | 10 | 16 | 10 | — | — | — | 0 | — | — | — | — | — | 8 | 0 | — | 0 | — | 175                                                                                                   | 325                                                                                                   | DNF                                                                                                   | — | — |
| 71 | Вудс                                                                                                  | CDT                                                                                                   | 585                                                                                                   | 20 | 20 | — | — | — | 5 | — | — | 8 | — | — | — | — | 48 | — | — | 56 | 100                                                                                                   | — | — | — | 28 | — | 20 | — | — | — | — | — | 280                                                                                                   | — | — | — | — | — | — | — |
| 72 | Дарбридж                                                                                              | ORS                                                                                                   | 577                                                                                                   | 0 | 2 | 5 | — | 115                                                                                                   | — | DNF                                                                                                   | — | — | 175                                                                                                   | 220                                                                                                   | — | 60 | — | DNF                                                                                                   | — | — | — | — | — | — | — | — | DNF                                                                                                   | DNF                                                                                                   | — | — | — | — | — | — | — | — | — | — | — | — |
| 73 | Беннетт                                                                                               | TLJ                                                                                                   | 566                                                                                                   | — | — | — | 95 | — | — | — | — | 80 | — | — | — | — | 56 | — | — | — | — | — | — | 327                                                                                                   | — | — | — | DNF                                                                                                   | 8 | — | — | — | DNF                                                                                                   | — | — | — | — | — | — | — |
| 74 | Хаген                                                                                                 | DDD                                                                                                   | 561                                                                                                   | — | — | — | — | 20 | — | 20 | 30 | — | — | 0 | 10 | 20 | — | 0 | — | — | — | — | — | — | — | 5 | — | 320                                                                                                   | — | — | — | — | — | 16 | 120                                                                                                   | — | — | — | — | — |
| 75 | Беннетт                                                                                               | BOH                                                                                                   | 548                                                                                                   | 10 | — | — | — | — | 60 | — | 0 | — | 5 | — | 30 | — | DNF                                                                                                   | — | — | — | — | — | 12 | — | 120                                                                                                   | — | — | — | — | 75 | — | — | — | 56 | DNF                                                                                                   | — | — | — | 180                                                                                                   | — |
| 76 | Бенот                                                                                                 | LTS                                                                                                   | 541                                                                                                   | — | — | DNF                                                                                                   | — | 75 | — | 0 | 0 | — | 95 | 32 | — | DNF                                                                                                   | — | — | 35 | — | — | — | — | — | — | 60 | — | 50 | 80 | — | — | 16 | — | — | — | 60 | 35 | 3 | — | — |
| 77 | Роуч                                                                                                  | BMC                                                                                                   | 522                                                                                                   | — | — | — | 5 | — | 30 | — | — | — | — | — | — | — | 8 | — | — | — | — | 0 | — | — | — | 10 | — | 40 | 68 | — | — | — | 80 | — | — | — | — | 60 | — | 221                                                                                                   |
| 78 | Лопес                                                                                                 | AST                                                                                                   | 520                                                                                                   | — | — | — | — | — | — | — | — | — | — | — | — | — | — | — | — | — | — | — | — | — | — | — | DNF                                                                                                   | — | DNF                                                                                                   | — | — | — | 520                                                                                                   | — | — | — | — | — | — | — |
| 79 | Беклантс                                                                                              | ALM                                                                                                   | 515                                                                                                   | 10 | 0 | — | — | 12 | — | 10 | 10 | — | — | — | — | — | — | — | — | — | — | — | — | — | — | — | 30 | 40 | 56 | — | — | 32 | — | — | — | 40 | 275                                                                                                   | DNF                                                                                                   | — | — |
| 80 | Маккарти                                                                                              | BOH                                                                                                   | 505                                                                                                   | 325                                                                                                   | 60 | — | — | 0 | — | — | — | 0 | — | — | — | — | 36 | — | 30 | 24 | 10 | — | — | 5 | — | — | 10 | 5 | 0 | — | — | — | — | — | — | 0 | 0 | — | — | — |
| 81 | Г.Исагирре                                                                                            | MOV                                                                                                   | 500                                                                                                   | 45 | — | — | — | — | 275                                                                                                   | — | — | — | — | — | — | — | 4 | — | — | — | — | — | — | — | 144                                                                                                   | — | — | — | — | — | 32 | 0 | — | — | DNF                                                                                                   | — | — | — | — | — |
| 82 | ван Барле                                                                                             | CDT                                                                                                   | 491                                                                                                   | — | — | 0 | — | 0 | — | 0 | — | — | 75 | 80 | 0 | 275                                                                                                   | — | 30 | 10 | — | — | — | DNF                                                                                                   | — | — | 0 | — | 0 | — | 5 | — | 8 | — | — | 8 | — | — | — | — | 0 |
| 83 | Лампарт                                                                                               | QST                                                                                                   | 471                                                                                                   | — | — | 0 | — | — | 10 | — | — | — | 300                                                                                                   | — | 10 | 10 | — | 0 | — | — | — | — | DNF                                                                                                   | — | — | — | 0 | — | — | 12 | — | 4 | 125                                                                                                   | — | — | — | — | — | — | — |
| 84 | Солер                                                                                                 | MOV                                                                                                   | 462                                                                                                   | 10 | — | — | — | — | 30 | — | — | 261                                                                                                   | — | — | — | — | — | — | DNF                                                                                                   | DNF                                                                                                   | DNF                                                                                                   | — | — | — | — | — | 125                                                                                                   | — | — | — | — | — | 36 | — | — | — | — | 0 | — | — |
| 85 | Де ла Крус                                                                                            | QST                                                                                                   | 452                                                                                                   | — | — | — | — | — | 80 | — | — | — | — | — | — | — | 286                                                                                                   | — | — | — | 3 | 30 | — | — | — | — | DNF                                                                                                   | — | 8 | — | — | — | 45 | — | — | — | — | — | — | — |
| 86 | Нильсен                                                                                               | ORS                                                                                                   | 432                                                                                                   | — | — | 20 | — | — | 0 | — | 70 | — | — | 16 | 0 | 20 | — | DNF                                                                                                   | — | — | — | — | — | — | — | — | 0 | — | — | 250                                                                                                   | — | 8 | 1 | — | — | — | — | — | — | 47 |
| 87 | Ниеве                                                                                                 | SKY                                                                                                   | 424                                                                                                   | — | — | — | — | — | 20 | — | — | 4 | — | — | — | — | 16 | — | — | — | — | — | — | — | — | — | 100                                                                                                   | 85 | 16 | — | — | — | 58 | — | — | — | — | 125                                                                                                   | — | — |
| 88 | Вакоч                                                                                                 | QST                                                                                                   | 420                                                                                                   | 10 | 115                                                                                                   | — | 0 | 12 | — | — | — | 2 | — | — | — | — | — | — | 0 | 0 | 0 | — | 5 | — | — | 0 | — | — | — | — | 8 | 68 | — | 0 | 0 | 150                                                                                                   | 50 | — | — | — |
| 89 | Тёнс                                                                                                  | TFS                                                                                                   | 418                                                                                                   | 0 | 12 | 5 | — | — | DNF                                                                                                   | — | — | — | 5 | — | 30 | 3 | — | 125                                                                                                   | DNF                                                                                                   | — | — | — | — | — | — | DNF                                                                                                   | — | — | — | 20 | — | 98 | 24 | — | — | — | — | — | 96 | — |
| 90 | Пёстлбергер                                                                                           | BOH                                                                                                   | 414                                                                                                   | 0 | 0 | 0 | — | — | — | — | — | — | 20 | 180                                                                                                   | — | DNF                                                                                                   | — | — | — | 0 | 0 | 0 | — | — | 140                                                                                                   | — | — | — | DNF                                                                                                   | — | — | 8 | — | — | 56 | 0 | 10 | — | — | — |
| 91 | Луценко                                                                                               | AST                                                                                                   | 409                                                                                                   | — | — | — | — | — | 10 | — | 20 | — | 215                                                                                                   | 4 | 0 | 10 | 0 | — | DNF                                                                                                   | 0 | 0 | — | — | — | — | 10 | — | 0 | — | — | — | — | 140                                                                                                   | — | — | — | — | — | — | — |
| 92 | Вальгрен                                                                                              | AST                                                                                                   | 405                                                                                                   | 0 | — | 12 | — | 5 | 0 | — | 10 | — | — | 140                                                                                                   | 10 | 70 | 0 | — | 10 | DNF                                                                                                   | — | — | — | — | — | 0 | — | 0 | — | — | — | 140                                                                                                   | — | — | 8 | — | — | — | — | — |
| 93 | Лангевелд                                                                                             | CDT                                                                                                   | 404                                                                                                   | — | — | 5 | — | DNF                                                                                                   | — | 0 | — | — | 20 | 24 | 0 | 0 | — | 325                                                                                                   | 20 | — | — | — | DNF                                                                                                   | — | — | DNF                                                                                                   | — | — | — | 5 | — | DNF                                                                                                   | — | 0 | DNF                                                                                                   | 3 | 0 | — | — | 2 |
| 94 | Рохас                                                                                                 | MOV                                                                                                   | 392                                                                                                   | — | — | — | — | DNF                                                                                                   | — | — | — | 16 | — | — | — | — | — | — | 225                                                                                                   | 0 | 3 | — | — | — | 16 | — | — | — | — | — | 16 | — | 116                                                                                                   | — | — | — | — | — | — | — |
| 95 | Бургхардт                                                                                             | BOH                                                                                                   | 389                                                                                                   | — | — | — | 5 | — | DNF                                                                                                   | — | — | — | — | — | — | — | 40 | — | — | — | — | 95 | — | — | — | 150                                                                                                   | — | 75 | 24 | — | — | — | 0 | — | — | — | — | 0 | — | — |
| 96 | Друкер                                                                                                | BMC                                                                                                   | 384                                                                                                   | — | — | 5 | — | DNF                                                                                                   | — | 8 | — | — | 25 | 8 | — | 0 | — | 0 | — | — | — | — | 175                                                                                                   | 0 | — | — | — | — | — | 115                                                                                                   | — | 0 | — | 48 | 0 | 0 | DNF                                                                                                   | — | — | — |
| 97 | Арндт                                                                                                 | SUN                                                                                                   | 377                                                                                                   | 0 | 300                                                                                                   | — | — | — | 0 | — | 0 | — | — | — | 0 | 20 | — | 0 | — | — | — | — | 5 | — | — | — | 0 | 50 | — | 2 | — | — | — | 0 | 0 | 0 | DNF                                                                                                   | — | — | — |
| 98 | Оомен                                                                                                 | SUN                                                                                                   | 367                                                                                                   | — | — | — | — | — | 40 | — | — | — | — | — | — | — | 24 | — | 0 | — | 10 | — | — | 60 | — | 40 | — | — | — | — | 120                                                                                                   | — | 3 | — | — | — | — | 70 | — | — |
| 99 | Модоло                                                                                                | UAE                                                                                                   | 364                                                                                                   | — | — | — | — | 0 | — | 0 | 0 | — | 5 | 16 | 85 | 175                                                                                                   | — | DNF                                                                                                   | — | — | — | — | — | — | 4 | — | 25 | — | — | — | 50 | — | 4 | — | — | — | — | — | — | — |
| 100                                                                                                   | Гесинк                                                                                                | TLJ                                                                                                   | 359                                                                                                   | 125                                                                                                   | 40 | — | 20 | — | — | 30 | — | 16 | — | — | — | — | — | — | — | 28 | — | 20 | — | 30 | — | — | — | 50 | — | — | — | — | — | — | — | — | — | — | — | — |
| 104                                                                                                   | Цабель                                                                                                | KAT                                                                                                   | 326                                                                                                   | — | — | — | 0 | — | — | 0 | DNF                                                                                                   | — | DNF                                                                                                   | — | 0 | DNF                                                                                                   | — | — | 0 | — | — | — | 250                                                                                                   | 15 | — | 0 | — | 0 | — | 5 | — | DNF                                                                                                   | — | 40 | 4 | 10 | DNF                                                                                                   | — | — | 2 |
| 107                                                                                                   | Хансен                                                                                                | AST                                                                                                   | 309                                                                                                   | — | — | — | — | — | — | — | — | 24 | — | — | — | — | — | — | — | — | — | — | — | — | 20 | — | DNF                                                                                                   | — | DNF                                                                                                   | — | — | — | DNF                                                                                                   | — | — | — | — | — | 250                                                                                                   | — |
| 109                                                                                                   | Талански                                                                                              | CDT                                                                                                   | 301                                                                                                   | — | — | — | — | — | — | — | — | DNF                                                                                                   | — | — | — | — | DNF                                                                                                   | — | — | — | — | — | — | 261                                                                                                   | — | 20 | — | 20 | DNF                                                                                                   | — | — | — | — | — | — | — | — | — | — | — |
| 113                                                                                                   | Герранс                                                                                               | ORS                                                                                                   | 281                                                                                                   | 10 | 250                                                                                                   | — | — | — | 0 | — | 10 | — | — | — | — | — | 8 | — | DNF                                                                                                   | — | 0 | — | — | — | — | DNF                                                                                                   | — | — | 0 | — | — | 0 | — | 0 | 0 | 3 | 0 | — | — | — |